# Wahrscheinlichkeitsvektor
Ein Wahrscheinlichkeitsvektor oder stochastischer Vektor ist ein Vektor mit reellen und nichtnegativen Einträgen, deren Summe eins ergibt. Wahrscheinlichkeitsvektoren werden sowohl in der linearen Algebra als auch in der Stochastik verwendet. Wahrscheinlichkeitsvektoren sollten nicht mit Zufallsvektoren verwechselt werden, diese sind Zufallsvariablen mit Werten in {\displaystyle \mathbb {R} ^{n}}.

## Definition
Ein Vektor {\displaystyle v\in \mathbb {R} ^{n}} heißt Wahrscheinlichkeitsvektor oder stochastischer Vektor, wenn für seine Einträge
{\displaystyle v_{i}\geq 0}
für alle {\displaystyle i=1,\ldots ,n} und
{\displaystyle \sum _{i=1}^{n}v_{i}=1}
gilt. In einem Wahrscheinlichkeitsvektor sind demnach alle Einträge größer gleich null und die Summe der Einträge ergibt eins.

## Beispiele
- Ein Wahrscheinlichkeitsvektor des {\displaystyle \mathbb {R} ^{3}} ist beispielsweise {\displaystyle v=(0{,}2;0{,}1;0{,}7)^{\mathrm {T} }}.
- Jeder Standardbasisvektor des {\displaystyle \mathbb {R} ^{n}} ist ein Wahrscheinlichkeitsvektor.
- Bezeichnet {\displaystyle 1_{n}=(1,1,\dotsc ,1)^{\mathrm {T} }} den Einsvektor, dann ist {\displaystyle {\tfrac {1}{n}}1_{n}} ein Wahrscheinlichkeitsvektor.
- Allgemein gilt: Ist {\displaystyle X} eine Zufallsvariable, die nur endlich viele Werte {\displaystyle x_{1},\dotsc ,x_{n}} annimmt, dann ist {\displaystyle (p_{1},\dotsc ,p_{n})^{\mathrm {T} }} mit den Wahrscheinlichkeiten {\displaystyle p_{i}=P(X=x_{i})} ein Wahrscheinlichkeitsvektor. Beispielsweise repräsentiert {\displaystyle {\tfrac {1}{n}}1_{n}} auf diese Weise eine diskrete Gleichverteilung.

## Eigenschaften
- Ist {\displaystyle A} eine spaltenstochastische Matrix und {\displaystyle v} ein Wahrscheinlichkeitsvektor, so ist {\displaystyle Av} wieder ein stochastischer Vektor.
- Die Menge der Wahrscheinlichkeitsvektoren der Länge {\displaystyle n} ist abgeschlossen und konvex; sie ist also ein Polyeder im {\displaystyle n}-dimensionalen Raum, nämlich die konvexe Hülle der Standardbasisvektoren.
- Für jeden Wahrscheinlichkeitsvektor ist die Summennorm {\displaystyle \Vert v\Vert _{1}=1}.

## Verwendung
In der Stochastik werden Wahrscheinlichkeitsvektoren genutzt, um die Aufenthaltswahrscheinlichkeit eines Systems in bestimmten Zuständen zu beschreiben. Hat das System {\displaystyle n} verschiedene Zustände, so ist die {\displaystyle i}-te Komponente eines Wahrscheinlichkeitsvektors genau die Wahrscheinlichkeit, dass sich das System im Zustand {\displaystyle i} befindet. In der Stochastik werden Wahrscheinlichkeitsvektoren im Gegensatz zur linearen Algebra oftmals als Zeilenvektoren definiert und meist mit dem Symbol {\displaystyle \pi } bezeichnet.
Des Weiteren werden sie auch zur Definition von stochastischen Matrizen genutzt. Bei einer zeilenstochastischen Matrix sind die Zeilenvektoren stochastisch, bei einer spaltenstochastischen Matrix entsprechend die Spaltenvektoren. Eine Matrix, bei der sowohl Zeilen- als auch Spaltenvektoren Wahrscheinlichkeitsvektoren sind, wird doppelt-stochastische Matrix genannt.